# ジャコモ・カヴェドーネ
カヴェドーニとも呼ばれるジャコモ・カヴェドーネ（Giacomo Cavedone、Cavedoniとも、1577年4月14日 - 1666年）は、イタリアの画家。ボローニャ派の画家の一人である。

## 略歴
現在のエミリア＝ロマーニャ州モデナ県のサッスオーロに生まれた。ボローニャ派の画家、アンニーバレ・カラッチ(1560-1609)の弟子になり、アンニーバレ・カラッチが1595年にローマに移った後は、カラッチ一族の、ルドヴィコ・カラッチ(1555-1619)の弟子になった。1919年にルドヴィコ・カラッチが亡くなった後、ボローニャのファーヴォ宮殿(palazzo Fava)やサン・ベネデット教会(Chiesa di San Benedetto) などでした仕事が認められて、ボローニャの美術学校、アカデミア・デリ・インカミナーティの「首長(caposindaco)」の役職を継承した。
1609年の秋にローマに出て、グイド・レーニの助手を務め、当時、多くの追随者を生むことになるカラヴァッジオの作品からも影響を受けた。1611年から1613年の間、ボローニャに戻り、サン・パオロ・マッジョーレ教会(chiesa di San Paolo Maggiore)の礼拝堂の装飾画やサン・ジャーコモ・マッジョーレ聖堂(Basilica di San Giacomo Maggiore)の壁画を描いた。
1612年から1613年の間は、ヴェネツィアを訪れ、ヴェネツィアの教会(chiesa di Santa Maria dei Mendicanti)のために祭壇画を描いた。1618年ころ、 カラッチ一族の弟子たちとサン・ロッコ教会(oratorio di San Rocco)の装飾画を描き、ルーチョ・マッサーリ(Lucio Massari:1569-1633)やグエルチーノ(1591-1666)といった画家とも働いた。
1624年に転落事故で、体が不自由になり、画家の仕事を続けられなくなった。1630年頃、家族の多くがペストで亡くなることになったが、 ジャコモ・カヴェドーネは1660年にボローニャで亡くなった。

## 作品

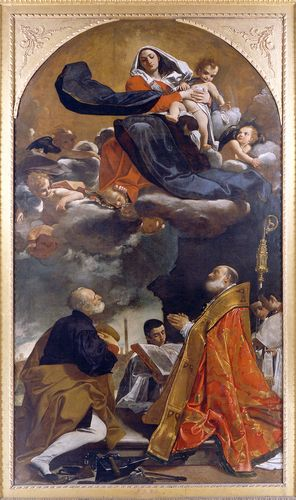
栄光の聖母子と聖アローと聖ペトロニウス、Pinacoteca nazionale di Bologna蔵
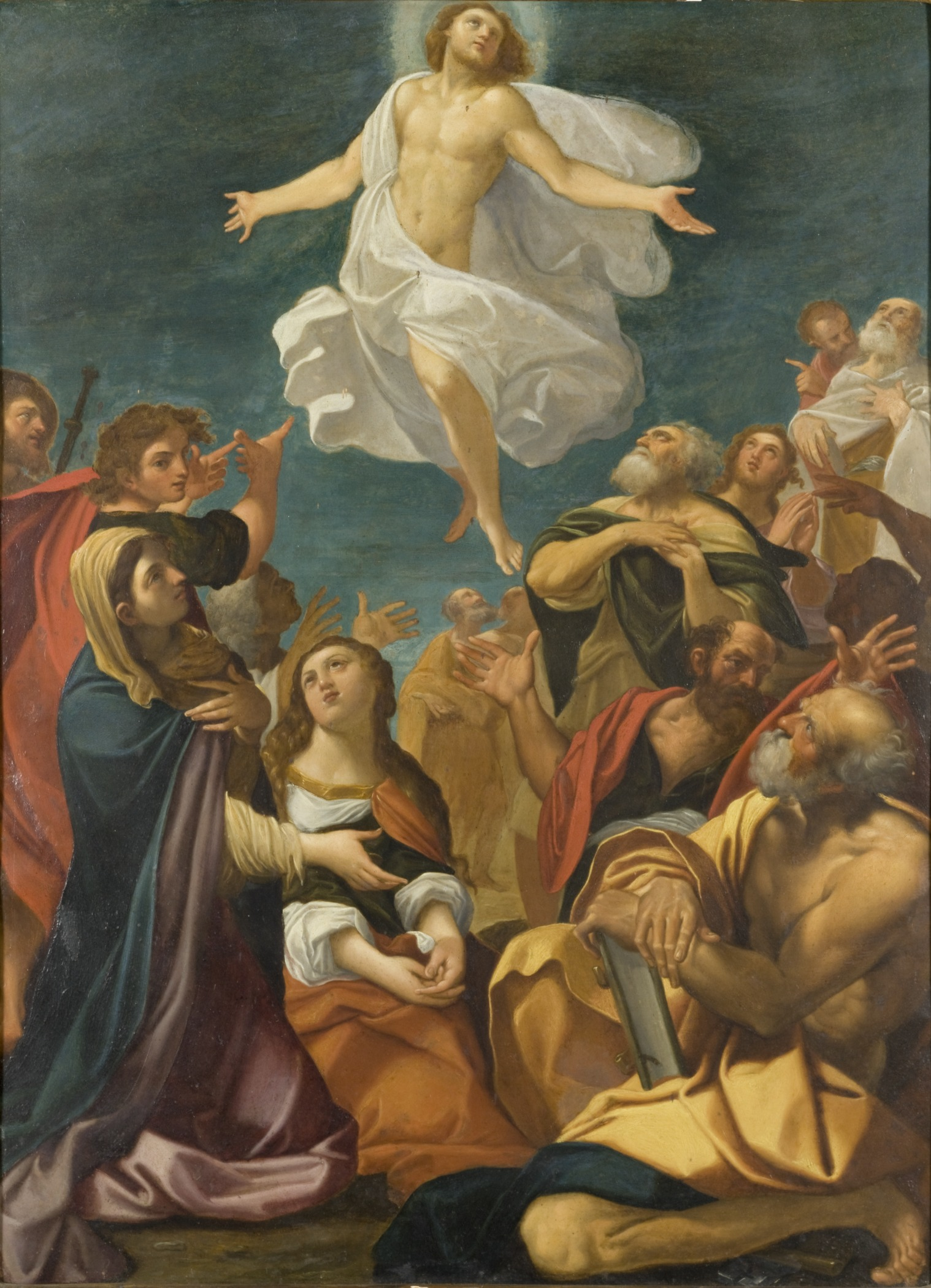
キリスト昇天、ロサンゼルス・カウンティ美術館蔵
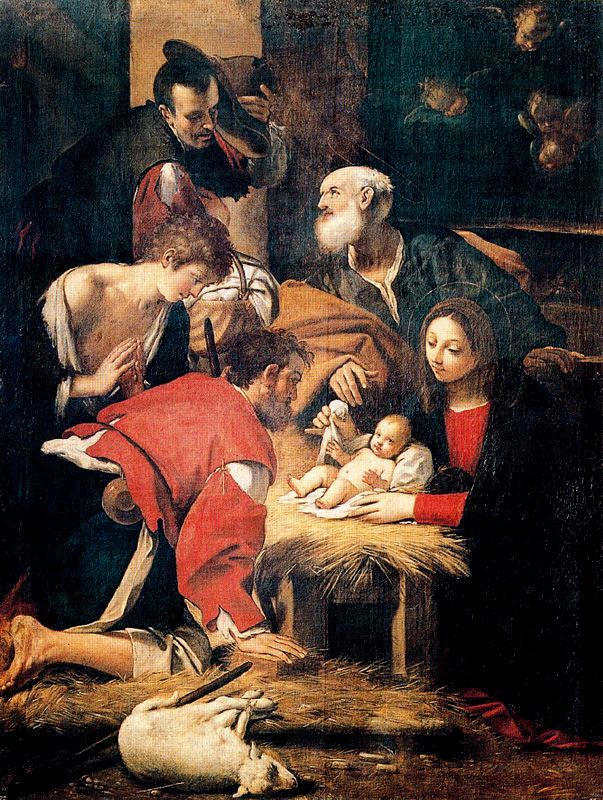
「羊飼いの礼拝」(1626)、プラド美術館蔵